# Iquinuapa (El Clavo)
Iquinuapa (El Clavo) es un ejido del municipio de Jalpa de Méndez ubicado en la subregión centro del estado mexicano de Tabasco.

## Geografía
La localidad de Iquinuapa (El Clavo) se sitúa en las coordenadas geográficas 18°11′32″N 93°07′27″O / 18.192222, -93.124167, a una elevación de 11 metros sobre el nivel del mar.

## Demografía
Según el Conteo de Población y Vivienda 2020, efectuado por el Instituto Nacional de Estadística y Geografía, la localidad de Iquinuapa (El Clavo) tiene 1,709 habitantes, de los cuales 846 son del sexo masculino y 863 del sexo femenino. Su tasa de fecundidad es de 2.45 hijos por mujer y tiene 432 viviendas particulares habitadas.
| Gráfica de evolución demográfica de Iquinuapa (El Clavo) entre 1960 y 2020 |
|                                                                            |
| INEGI.                                                                     |